# Каменский, Павел Павлович
Па́вел Па́влович Каме́нский (1810, по другим сведениям 1812 — 13 [25] июля 1871, Спасский уезд Рязанской губернии) — русский писатель школы Бестужева-Марлинского; прозаик, драматург, художественный критик.

## Биография

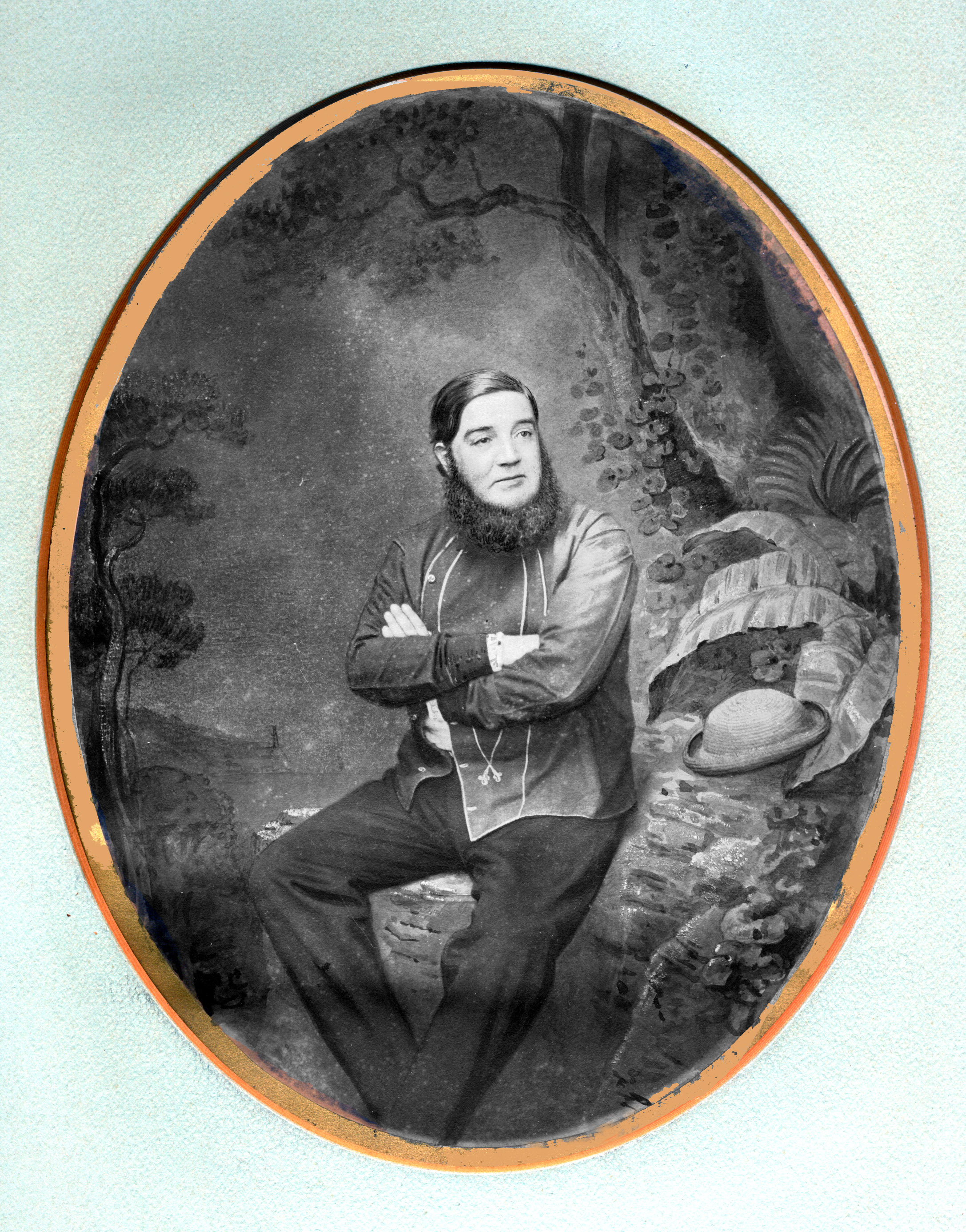
Акварельная копия дагерротипа

Учился в Москве в частном пансионе Маера, затем в Московском университете, где познакомился с А. И. Герценом, В. Г. Белинским. В 1831 году был вынужден перейти в Санкт-Петербургский университет. В 1832 году добровольно отправился служить унтер-офицером на Кавказ. С 1836 года в отставке. Служил в Петербурге. В 1837 году женился на дочери вице-президента Академии художеств Ф. П. Толстого — Марии. В 1838 году уволился, с 1841 года вновь служил. В 1839 (1840) году родилась дочь Анна — будущая писательница Анна Барыкова. По свидетельству его университетского друга Я. И. Костенецкого, после женитьбы Каменский уехал из Петербурга и путешествовал по Северной Америке.
Много пил и умер в полной нищете.

## Творчество
Дебютировал в печати в 1832 году. После смерти А. А. Бестужева-Марлинского (1837) претендовал на роль его литературного преемника. Повести Каменского, часто из жизни на Кавказе, были очень популярны. Лучшие из них: «Искатель сильных ощущений», «Письма Энского», «Конец мира», «Иаков Моло». Каменский написал несколько пьес, в том числе драму «Розы и маска».
В 1838 году в Петербурге были изданы «Повести и рассказы Каменского». При их разборе Белинский вполне верно указал, что действующие в них лица — призраки, а не живые создания. По словам критика, Каменский до того увлекался описательной стороной литературы, что его повести и рассказы могут заменить не только статистику и топографию Кавказа, но и словари грузинского, черкесского и турецкого языка.

## Дети
- Анна Павловна Каменская (1839—1893)— поэтесса, в первом браке Карлинская, во втором Барыкова; внучка М. Ф. Каменской по этой линии — Мария Сергеевна Глебова, жена Н. Н. Глебова, правнучка — художница Татьяна Глебова.
- Федор Павлович Каменский (1841—1891);
- Мария Павловна Каменская (1844—1886);
- Екатерина (1850—после 1929) — в браке баронесса Штейнгель[3];
- Гавриил Павлович Каменский (1853—1912), художник Императорского Мариинского театра;
- Павел Павлович Каменский (1858—1922), художник Императорского Мариинского театра, скульптор.

## Публикации текстов
- Каменский П. П. Труды по истории изобразительного искусства. Художественная критика / Библиотека Рос. Акад. наук; сост., авт. предисл. и комм. Н. С. Беляев. — СПб. : БАН, 2017. — 217 с. — ISBN 978-5-336-00204-1.